# Iñigo Martínez
Iñigo Martínez Berridi (Ondárroa, Biscaia, 17 de maio de 1991) é um futebolista espanhol que atua como zagueiro. Atualmente joga no Al-Nassr.

## Carreira
Deu início à sua formação no clube da sua terra natal. A sua qualidade não passou despercebida à Real Sociedad.
Depois de completar a sua formação, Martínez ascendeu à equipa B da equipe de San Sebastián. Na formação secundária, o defensor começou a evidenciar todo o seu valor e foi um dois principais jogadores da equipe que subiu de divisão da turma basca. A promoção ao time principal parecia assim ser uma questão de tempo.
O salto pelo seu bom desempenho surgiu na época 2011–12, com a incorporação no plantel principal. Apesar de completar o seu primeiro ano no escalão maior do futebol espanhol, Martínez foi um dos jogadores mais utilizados. Na memória dos acompanhantes da Liga Espanhola ficaram os dois gols que obteve através de remates do meio-campo, com especial sabor para o tento obtido frente ao rival Athletic Bilbao.
Na temporada 2012–13, o defensor confirmou todas as credenciais deixadas no ano anterior. Iñigo foi peça indispensável para o técnico francês Philippe Montanier e uma das figuras do próprio campeonato. O jovem revelou sempre uma enorme competência defensiva e uma classe na saída com a bola controlada no início da organização ofensiva. Em virtude da sua qualidade de passe e transporte de bola, a construção de jogo da sua equipa inicia-se nos seus pés.
Sua multa rescisória está em 30 milhões de euros, valor pelo qual não intimidou gigantes como Real Madrid, Barcelona, além do Bayern de Munique. Porém, o jogador continuará na equipe basca.
Em 30 de janeiro de 2018 Iñigo Martinez foi contratado pelo Athletic Bilbao para substituir o zagueiro Aymeric Laporte que foi vendido para o Manchester City.
Em 5 de julho de 2023 foi anunciado pelo Barcelona.

## Seleção Espanhola
Foi convocado para a Seleção Espanhola em agosto de 2013.

## Títulos
Athletic Bilbao
- Supercopa da Espanha: 2020-21

Barcelona
- Supercopa da Espanha: 2024–25
- Copa del Rey: 2024–25[3]
- La Liga: 2024–25[4]

Espanha Sub-21
- Campeonato Europeu de Futebol Sub-21: 2013

### Prêmios individuais
- Equipe do torneio do Campeonato Europeu Sub-21 de 2013
- Equipe da Temporada de La Liga: 2024–25[5]